# Setge de Montsó (1643)
El Setge de Montsó de 1643 fou un dels episodis de la Guerra dels Segadors

## Antecedents
La primavera del 1640, Francesc de Tamarit fou empresonat acusat de no facilitar les lleves i els allotjaments. Camperols revoltats van entrar a Barcelona el 22 de maig i el posaren en llibertat. El 7 de juny del mateix any, en el Corpus de Sang, grups de segadors entren de nou a la ciutat i fou assassinat el virrei de Catalunya Dalmau III de Queralt.
El setembre, l'exèrcit de Felip IV d'Espanya va ocupar Tortosa amb l'aliança senyorial catalana i del bisbe de la ciutat, que, com la totalitat dels bisbes que ocupaven les seus catalanes, era políticament reialista. L'ocupació fou seguida d'una duríssima repressió contra el poble revoltat. El 17 de gener de 1641, davant l'alarmant penetració de l'exèrcit castellà, Pau Claris al capdavant de la Generalitat de Catalunya, proclamà la República Catalana, amb l'adhesió de la burgesia urbana descontenta per la pressió fiscal, acordant una aliança politicomilitar amb França. Per obtenir l'ajuda, es posava Catalunya sota l'obediència de Lluís XIII de França. Pocs dies després, amb l'ajuda de l'exèrcit francès, la Generalitat obtingué una important victòria militar en la batalla de Montjuïc de 26 de gener del 1641. Poc més tard moria Pau Claris, i la difícil situació local i internacional, dugué a la Generalitat a proclamar comte de Barcelona i sobirà de Catalunya al rei Lluís XIII.
Les tropes franceses i catalanes van intentar consolidar el domini sobre les terres de ponent i el sud de Catalunya defensant Lleida, assetjant Montsó i atacant les viles de la franja de Ponent, i intentant recuperar Tortosa sense èxit.

## El setge
El 4 de desembre de 1643, les tropes aragoneses i castellanes comandades per Felipe da Silva van prendre el castell després del setge tot i la ferotge resistència dels defensors.

## Conseqüències
Les tropes castellanes, que controlaven Tortosa i Montsó, el 1644 van prendre Lleida, fet que li va costar el virregnat a Philippe de La Mothe-Houdancourt, que va ser substuït per Henri Harcourt de Lorena.